# Исаия (Германовский)
Архимандрит Исаия (в миру Германовский; умер после 1777) — архимандрит Русской православной церкви, ректор Санкт-Петербургской духовной семинарии (1766—1770).

## Биография
Родился в Малороссии и обучался в Киевской духовной академии. Принял пострижение в монашество в 1753 году в Чернигове и был там в семинарии учителем риторики и пиитики.
В 1759 году перемещён в Александро-Невскую семинарию учителем риторики, а потом — философии; с 1764 году был в ней префектом и в 1766—1770 году — ректором, в сане архимандрита Николаевского Старо-Ладожского монастыря.
В 1770—1775 годах был настоятелем монастыря Назарета-Нежинского, а в 1775—1777 годах — Киево-Михайловского.
В 1766—1770 годах — ректор Санкт-Петербургской семинарии. Известен был, по словам Новикова, многими «весьма изрядными» речами, из которых напечатана только одна («Слово при торжестве второго приема благородных девиц в воспитательном обществе», СПб., 1767 год).
Архимандрит Исаия Германовский умер после 1777 года.